# 2024年世界水泳選手権バルバドス選手団
2024年世界水泳選手権バルバドス選手団は、2024年2月2日から2月18日までカタールのドーハで開催された第21回世界水泳選手権のバルバドス選手団、およびその競技結果。

## 選手団
- 人員: 選手 2人

## 選手名簿・結果
| 選手                 | 種目           | 予選      | 予選 | 準決勝   | 準決勝   | 決勝     | 決勝     |
| 選手                 | 種目           | 結果      | 順位 | 結果     | 順位     | 結果     | 順位     |
| -------------------- | -------------- | --------- | ---- | -------- | -------- | -------- | -------- |
| アレックス・ソバーズ | 男子100m自由形 | 52秒09    | 61位 | 予選敗退 | 予選敗退 | 予選敗退 | 予選敗退 |
| アレックス・ソバーズ | 男子200m自由形 | 1分53秒93 | 47位 | 予選敗退 | 予選敗退 | 予選敗退 | 予選敗退 |
| ルイス・ウィークス   | 男子100m平泳ぎ | 1分06秒27 | 60位 | 予選敗退 | 予選敗退 | 予選敗退 | 予選敗退 |
| ルイス・ウィークス   | 男子200m平泳ぎ | 2分23秒02 | 32位 | 予選敗退 | 予選敗退 | 予選敗退 | 予選敗退 |